# Sociëteit van Jezus, Maria en Jozef

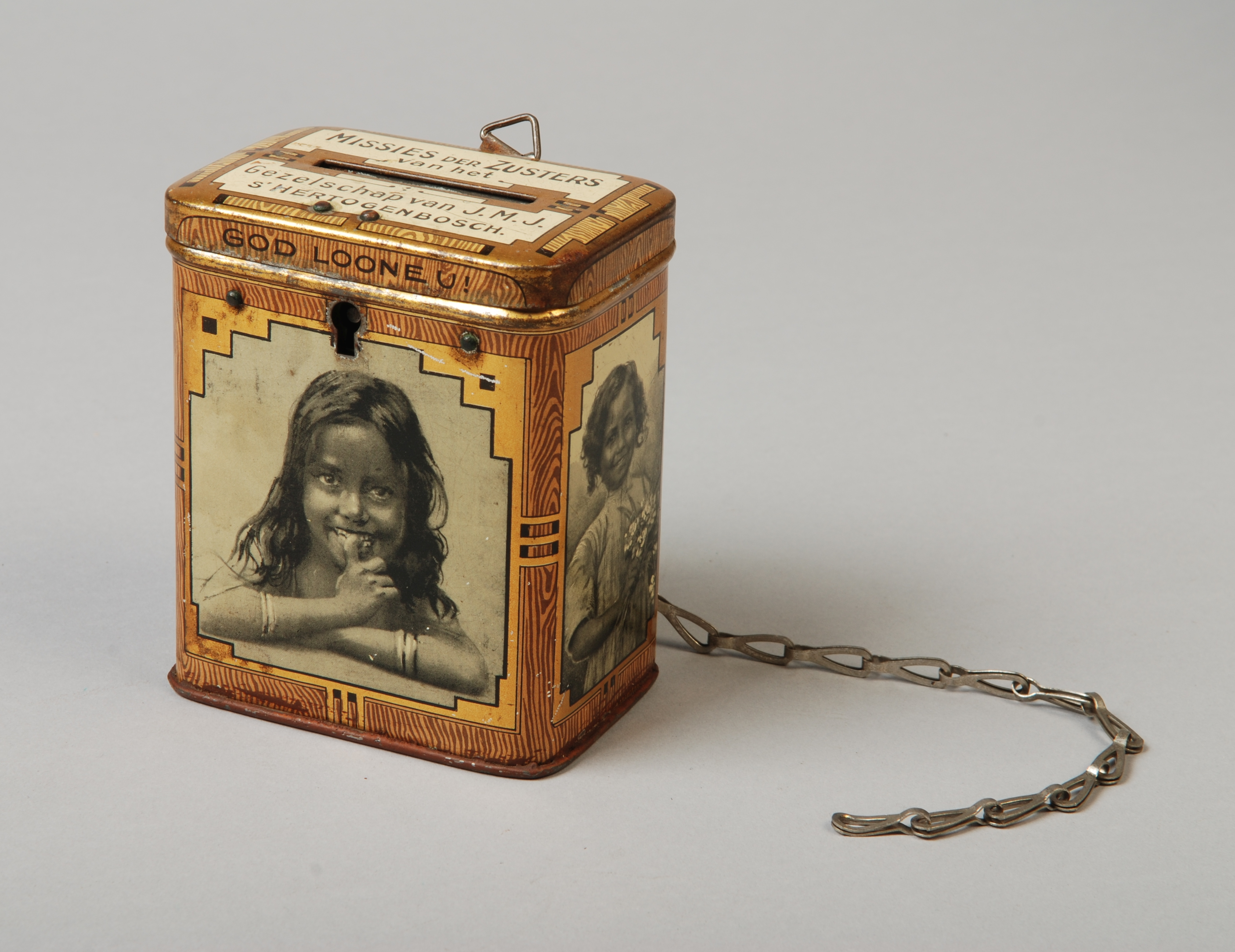
Collecteblik voor de “Missies der Zusters", meer precies hun missiehuizen in Nederlands- en Brits-Indië (1e helft 20e eeuw)

De Sociëteit van Jezus, Maria en Jozef (of kortweg: Zusters van JMJ) is een katholieke congregatie van zusters die is ontstaan in 1823.
In juni 1822 vestigden zich vijf religieuzen in Amersfoort die de "Pédagogie Chrétienne" vormden met een klein pensionnaat, en met de bedoeling onderwijs te geven aan meisjes uit het volk, voor wie in die tijd geen onderwijs was weggelegd. Hun inspiratiebron vormde de jezuïet Mathias Wolff (1779-1857). Voorop stond het geven van onderwijs aan arme kinderen. Vanaf 1859 kwam daar bejaarden- en gezondheidszorg bij. In 1897 waren er al 880 zusters. In dit jaar vertrok een groot aantal zusters naar Nederlands-Indië. Later waren er ook activiteiten in India.
In 1962 werd de congregatie in drieën gesplitst, en werden de takken in Indonesië en India verzelfstandigd. Er waren toen 1767 zusters in Nederland, 215 in Indonesië en 440 in India. 
Na 1962 werden de onderwijs- en verpleegtaken overgenomen door niet-religieuzen, betaald door de overheid. De zusters gingen zich wijden aan sociaal werk voor gastarbeiders, verslaafden en daklozen. Momenteel (2015) zijn er nog 95 hoogbejaarde nonnen, en het uitsterven van de Nederlandse congregatie is dichtbij gekomen. De buitenlandse ordeprovincies vertonen een geleidelijke groei en zijn ook actief in Ghana en in Rome, waar ze vertegenwoordigd zijn bij het Nederlands College in Rome.
Vestigingen zijn of waren onder meer Huize Theresia te Vught (in 2008 verlaten), Mariënburg te 's-Hertogenbosch en Klooster Mariënbosch te Nijmegen en vanaf 2021 vestigt zich een gemeenschap bij de Sint Josephkerk in Leiden. In de 19e eeuw kende ook Boxmeer een vestiging.